# PA-RISC
PA-RISC é uma arquitetura de microprocessador desenvolvida pela Hewlett-Packard. Como o nome indica, é  uma implementação usando o design do RISC, sendo que a "PA" significa Precision Architecture (do inglês, arquitetura precisa).
A arquitetura foi introduzida em 26 de fevereiro de 1986, quando os computadores HP 3000 Series 930 e HP 9000 Model 840 foram lançados com a primeira implementação, o TS1. A HP parou de vender sistemas HP 9000 baseados em PA-RISC no final de 2008, mas ofereceu suporte a servidores com chips PA-RISC até 2013. O PA-RISC foi sucedido pelo ISA Itanium (originalmente IA-64), desenvolvido em conjunto pela HP e pela Intel.

## Especificações
| Imagem | Modelo   | Nome comercial | Ano  | Frequência [MHz] | Barramento de memória [MB/s] | Processo [µm] | Transístores [milhões] | Tamanho real [mm²] | Power [W]  | Dcache [kB] | Icache [kB] | L2 cache [MB] | ISA  |
| ------ | -------- | -------------- | ---- | ---------------- | ---------------------------- | ------------- | ---------------------- | ------------------ | ---------- | ----------- | ----------- | ------------- | ---- |
|        | TS-1     | ?              | 1986 | 8                | ?                            | ?             | —                      | —                  | ?          | 64          | 64          | —             | 1.0  |
|        | CS-1     | ?              | 1987 | 8                | ?                            | 1.6           | 0.164                  | 72.93              | 1          | —           | 0.25        | —             | 1.0  |
|        | NS-1     | ?              | 1987 | 25/30            | ?                            | 1.7           | 0.144                  | 70.56              | ?          | 16-128      | 16-128      | —             | 1.0  |
|        | NS-2     | ?              | 1989 | 25/30            | ?                            | 1.5           | 0.183                  | 196                | 27         | 512         | 512         | —             | 1.0  |
|        | PCX      | ?              | 1990 | 50/60            | ?                            | 1.0           | 0.196                  | ?                  | ?          | 64          | 64          | —             | 1.0  |
|        | PCX-S    | PA-7000        | 1991 | 66               | ?                            | 1.0           | 0.58                   | 201.6              | ?          | 256         | 256         | —             | 1.1a |
|        | PCX-T    | PA-7100        | 1992 | 33–100           | ?                            | 0.8           | 0.85                   | 196                | ?          | 2048        | 1024        | —             | 1.1b |
|        | PCX-T    | PA-7150        | 1994 | 125              | ?                            | 0.8           | 0.85                   | 196                | ?          | 2048        | 1024        | —             | 1.1b |
|        | PCX-T'   | PA-7200        | 1994 | 120              | 960                          | 0.55          | 1.26                   | 210                | 30         | 1024        | 2048        | —             | 1.1c |
|        | PCX-L    | PA-7100LC      | 1994 | 60–100           | ?                            | 0.75          | 0.9                    | 201.6              | 7–11       | —           | 1           | 2             | 1.1d |
|        | PCX-L2   | PA-7300LC      | 1996 | 132–180          | ?                            | 0.5           | 9.2                    | 260.1              | ?          | 64          | 64          | 0–8           | 1.1e |
|        | PCX-U    | PA-8000        | 1996 | 160–180          | 960                          | 0.5           | 3.8                    | 338/347?           | ?          | 1024        | 1024        | —             | 2.0  |
|        | PCX-U+   | PA-8200        | 1997 | 200–240          | 960                          | 0.5           | 3.8/4.5?               | 338/347?           | ?          | 2048        | 2048        | —             | 2.0  |
|        | PCX-W    | PA-8500        | 1998 | 300–440          | 1920                         | 0.25          | 140                    | 467                | ?          | 1024        | 512         | —             | 2.0  |
|        | PCX-W+   | PA-8600        | 2000 | 480–552          | 1920                         | 0.25          | 140                    | 467                | ?          | 1024        | 512         | —             | 2.0  |
|        | PCX-W2   | PA-8700(+)     | 2001 | 625–875          | 1920                         | 0.18          | 186                    | 304                | <7.1@1.5 V | 1536        | 768         | —             | 2.0  |
|        | Mako     | PA-8800        | 2003 | 800–1000         | 6400                         | 0.13          | 300                    | 361                | ?          | 768/núcleo  | 768/núcleo  | 32            | 2.0  |
|        | Shortfin | PA-8900        | 2005 | 800–1100         | 6400                         | 0.13          | ?                      | ?                  | ?          | 768/núcleo  | 768/núcleo  | 64            | 2.0  |